# 大腦模擬
大腦模擬是指對完整或部分的大腦進行功能性的電腦建模。若要對大腦（或大腦子系統）建模，就要同時對神經元的電學性質和體化學性質（如細胞外血清素梯度）進行建模以及目標生物的神經連接組模型。神經連接組極其複雜，詳細連接方式尚不明瞭；因此目前正透過藍腦計畫等專案在小型哺乳動物中進行實驗模擬。 
世界各地的各種模擬已全部或部分以開源形式發佈，如C. elegans和藍腦計畫展示。 
藍腦計畫想要對哺乳動物皮層柱建立下至分子等級的電腦模擬。根據一項估計，使用藍腦計畫的方法對人類連接組進行全面重建將需要zettabyte的資料儲存量。在2013年，人腦計畫建立了腦模擬平台（Brain Simulation Platform，BSP），這是可透過網際網路存取，為了模擬大腦模型而設計的協作平台。人腦計畫運用了藍腦計畫所使用的技術，並在此基礎上改進。
大腦模擬計畫是為了促進對大腦的全面理解，並在最終協助改進治療和診斷腦部疾病的流程。 

## 秀麗隱桿線蟲（蛔蟲）

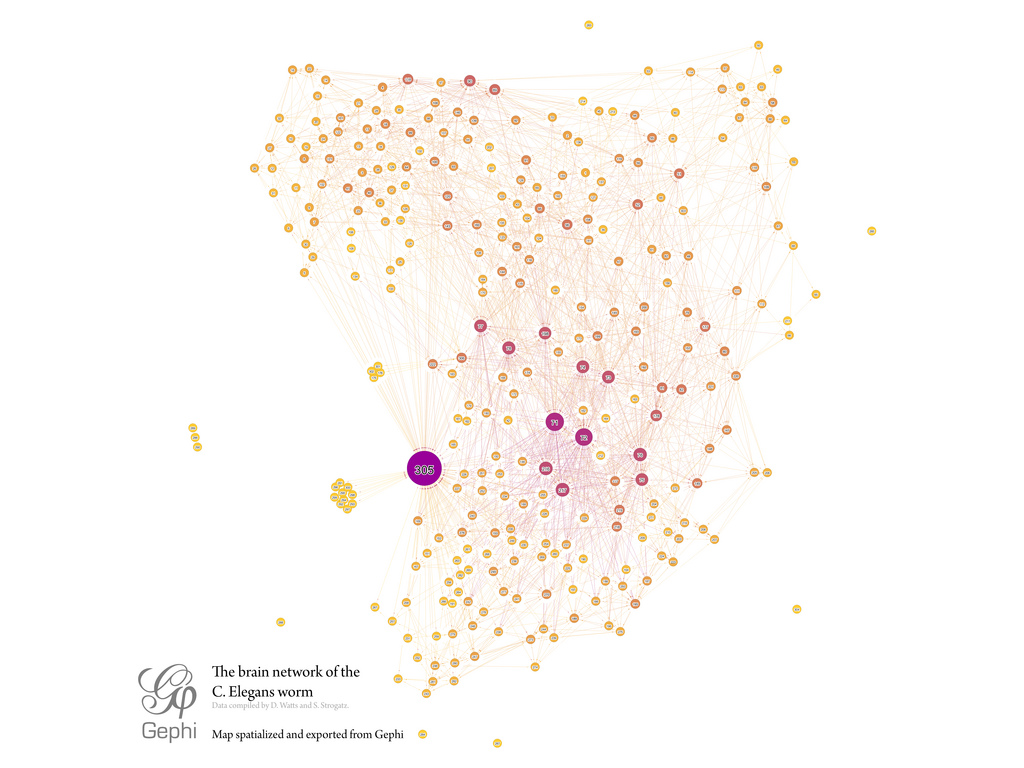
秀麗隱桿線蟲302個神經元的大腦圖譜，由5000個突觸相互連接而成。

秀麗隱桿線蟲（蛔蟲）的觸覺敏感性的神經迴路連通圖在1985 年繪製完成，並在 1993 年進行了部分模擬。自 2004 年以來已有許多完整的神經及肌肉系統的軟體模擬開發完成，包括蠕蟲的物理環境模擬，其中有一些模型可供下載。 然而，對於在這種相對簡單的生物體中，神經元及其連接是如何產生令人驚訝的一系列複雜行為，這方面的理解仍付之闕如。 整體大腦功能有著過度的複雜性，與所繪相鄰神經元之間相互作用的簡單性呈鮮明對比，這種反差就是湧現屬性的一個例子，湧現在人工神經網路中有平行的特性，與它們往往很複雜的抽象輸出相比，人工神經網路的神經元則極其簡單。   

## 果蠅神經系統
果蠅的大腦也已被徹底研究，其模擬模型提供了一個獨特的同胞神經元模型。

## 老鼠大腦成像和類比
亨利·馬克拉姆在1995年至2005年間繪製了老鼠大腦中的神經元類型及其連結圖。
2006年12月，藍腦計畫完成了對老鼠新皮層柱的模擬。新皮層柱被認為是新皮層最小的功能單元。新皮層是大腦的一部分，被認為是負責如意識思維等高階功能，老鼠大腦中含有10000個神經元（和10 8個突觸）。2007年11月，該計畫報告結束了第一階段，並提供了一個依照數據處理的流程，用於建立、驗證和研究新皮層柱。 
2007年，內華達大學的研究團隊在IBM的超級電腦藍色基因上執行了「與半顆老鼠大腦一樣大、一樣複雜的 」人工神經網路。每模擬一秒鐘的時間需花費十秒鐘的計算時間。研究人員聲稱觀察到了「與生物學一致的」神經衝動在虛擬大腦皮層流過。然而，該模擬缺乏了在真實老鼠大腦中看到的結構，而且他們還打算改進神經元和突觸模型的準確性。

## 藍腦和老鼠
藍腦計畫是IBM和瑞士洛桑聯邦理工學院於2005年5月發起的一項計畫。計畫之目的在於，在分子等級之上建立對哺乳動物皮層柱的電腦模擬。該項計畫使用了基於IBM藍色基因所設計的超級電腦，根據神經元的突觸連接性和離子滲透性來模擬神經元的電性行為。該計畫試圖最終了解人類認知，以及由神經功能失調所引起的各種精神疾病（例如自閉症），並了解藥物是如何影響網路行為。 

## 超級電腦「京」和人腦
2013年底，日本和德國的研究人員使用當時排名第四的超級電腦「京」和脈衝神經網路模擬平臺「NEST」來模擬1%的人腦。該模擬建立了一個由17.3億個神經細胞組成的網路模型，神經細胞以10.4兆個突觸連接。為了實現這一壯舉，該程序使用了京的82944個處理器，過程花了40分鐘，完成了真實生物神經網路活動1秒鐘的模擬 。 

## 人腦計劃
人腦計畫（HBP）是由歐盟資助的研究計劃，從2013年開始，為期10年，在歐洲雇用了約500名科學家，包含6個平台： 
- 神經資訊學（共享資料庫），
- 大腦模擬
- 高性能分析和計算
- 醫學資訊學（患者資料庫）
- 神經形態計算（腦啟發運算）
- 神經機器人學（機器人模擬）。

大腦模擬平台（Brain Simulation Platform，BSP）是可存取網際網路的平台，它可以進行那些不易在實驗室實行的調查。目前正在將藍腦技術應用於其他腦區，如小腦、海馬迴和基底核。

## 開源大腦模擬
大腦模型已經作為開源軟體發布，可在GitHub等網站上獲得。其中包括秀麗隱桿線蟲、果蠅，以及世界上最大的功能性大腦模型——在NENGO軟體架構基礎上開發的人腦模型「Elysia」和「Spaun」。 
藍腦計畫的展示網頁說明了藍腦計畫的模型和資料是如何轉換為NeuroML和PyNN（Python的神經網路模型）。